# セイリーン郡 (カンザス州)
セイリーン郡（英: Saline County）は、アメリカ合衆国カンザス州の中央部に位置する郡である。2010年国勢調査での人口は55,606人であり、2000年の53,597人から3.7%増加した。郡庁所在地はサライナ市（人口47,707人）であり、同郡で人口最大の都市でもある。
セイリーン郡は、北に隣接するオタワ郡と共にサライナ小都市圏を構成している。

## 20世紀
セイリーン郡はアルコールを禁じる、すなわち「ドライ」の郡だったが、1986年にカンザス州憲法が修正され、住民は投票で個人が嗜むアルコール飲料の販売を承認した。ただし、食料販売量の30%までという制限が付いた。この制限は1994年の投票で撤廃された。

## 法と政府

### 郡政委員会
セイリーン郡は郡政委員会が統治している。郡政委員会は郡の年度予算を決め、郡監督官が行う政策を策定し、契約を承認し、郡民の健康、安全、福祉に関する法律の監督を行う。
郡政委員会の委員は3人であり、3つの選挙区からそれぞれ1人が選ばれている。委員は党派選挙で選出される。選挙区は3年毎に人口が等しくなるよう調整される。委員の任期は4年間である。

### 郡監督官
セイリーン郡監督官は郡政委員会に雇用される郡の管理を行う役人である。管理運営に関する問題を調査し、郡政委員会に政府効率を改善するための提案を行い、郡政委員会にもたらされる全ての要請を審査する責任がある。郡政委員会が法制化した政策を実行し、年度予算を調達し、郡の支出、雇員名簿、人事部、集中購買を監督する。必要な場合は郡政委員会に出席する。

## 地理
アメリカ合衆国国勢調査局に拠れば、郡域全面積は721.28平方マイル (1,868.1 km2)であり、このうち陸地は719.61平方マイル (1,863.8 km2)、水域は1.67平方マイル (4.3 km2)で水域率は0.23%である。

### 隣接する郡
- オタワ郡 - 北
- ディキンソン郡 - 東
- マリオン郡 - 南東
- マクファーソン郡 - 南
- エルズワース郡 - 西
- リンカーン郡 - 北西

## 人口動態

2000人口ピラミッド

以下は2000年国勢調査による人口統計データである。
| 基礎データ - 人口: 53,597人 - 世帯数: 21,436 世帯 - 家族数: 14,212 家族 - 人口密度: 29人/km2（74人/mi2） - 住居数: 22,695軒 - 住居密度: 12軒/km2（32軒/mi2） 人種別人口構成 - 白人: 89.17% - アフリカン・アメリカン: 3.10% - ネイティブ・アメリカン: 0.52% - アジア人: 1.70% - 太平洋諸島系: 0.04% - その他の人種: 3.33% - 混血: 2.14% - ヒスパニック・ラテン系: 6.02% 年齢別人口構成 - 18歳未満: 26.2% - 18-24歳: 9.4% - 25-44歳: 28.4% - 45-64歳: 22.1% - 65歳以上: 14.0% - 年齢の中央値: 36歳 - 性比（女性100人あたり男性の人口） - 総人口: 95.4 - 18歳以上: 91.3 | 世帯と家族（対世帯数） - 18歳未満の子供がいる: 32.1% - 結婚・同居している夫婦: 52.9% - 未婚・離婚・死別女性が世帯主: 9.7% - 非家族世帯: 33.7% - 単身世帯: 28.3% - 65歳以上の老人1人暮らし: 10.7% - 平均構成人数 - 世帯: 2.43人 - 家族: 2.98人 収入と家計 - 収入の中央値 - 世帯: 37,308米ドル - 家族: 46,362米ドル - 性別 - 男性: 31,509米ドル - 女性: 22,047米ドル - 人口1人あたり収入: 19,073米ドル - 貧困線以下 - 対人口: 8.8% - 対家族数: 6.0% - 18歳未満: 9.6% - 65歳以上: 8.8% |

## 都市と町

### 法人化された都市
都市名の後の数字は2010年国勢調査での人口を示す。
- サライナ, 45,988 - 郡庁所在地
- ソロモン, 1,095、一部は隣接するディキンソン郡内
- アッサリア, 413
- ジプサム, 405
- ブルックビル, 262
- スモーラン, 215
- ニューカンブリア, 126

## その他の町
- ババリア
- ブリッジポート
- ファルン
- ヘドビル
- キップ
- メンター
- セイラムズボーグ

## 郡区
セイリーン郡は18の郡区に分けられている。サライナ市は「政治的に独立」と見なされ、下記郡区の数字からは外されている。下表で「人口中心」は最大都市であり、特に大きな数字でなければ、郡区の人口に含まれるものである。

## 教育

### 統一教育学区
- USD 305, サライナ
  - サライナ、田園部
- USD 306, セイリーン郡南東部
  - アッサリア、ブリッジポート、ジプサム、キップ、メンター、田園部
- USD 307, エル・セイリーン
  - ブルックビル、ババリア、ヘドビル、田園部

隣接郡の教育学区
- USD 240, ツインバレー
  - グレンデール、田園部
- USD 393, ソロモン
  - ニューカンブリア、田園部
- USD 400, スモーキーバレー
  - ファルン、セイラムズボーグ、スモーラン、田園部

### 私立学校
- セントジョンズ士官学校
- セイクリッドハート高校

### カレッジと大学
- ブラウン・マッキー・カレッジ
- カンザス・ウェズレアン大学
- カンザス州立大学サライナ校
- サライナ地域工科カレッジ